# Volvo TP21
 (mai 2025).
La Volvo TP21 (aussi appelée : Radiopersonterrängbil 915) était un véhicule tout-terrain produit de 1953 à 1958 par le constructeur automobile suèdois Volvo. Il fut très utilisé par les forces armées suédoises.
La TP21 (Terräng Presonvagn) est un modèle se basant sur la carrosserie du Volvo PV800 (en). Il est surnommé Sugga (« sanglier » en suédois) par son apparence et en raison de ses performances comme véhicule tout-terrain.

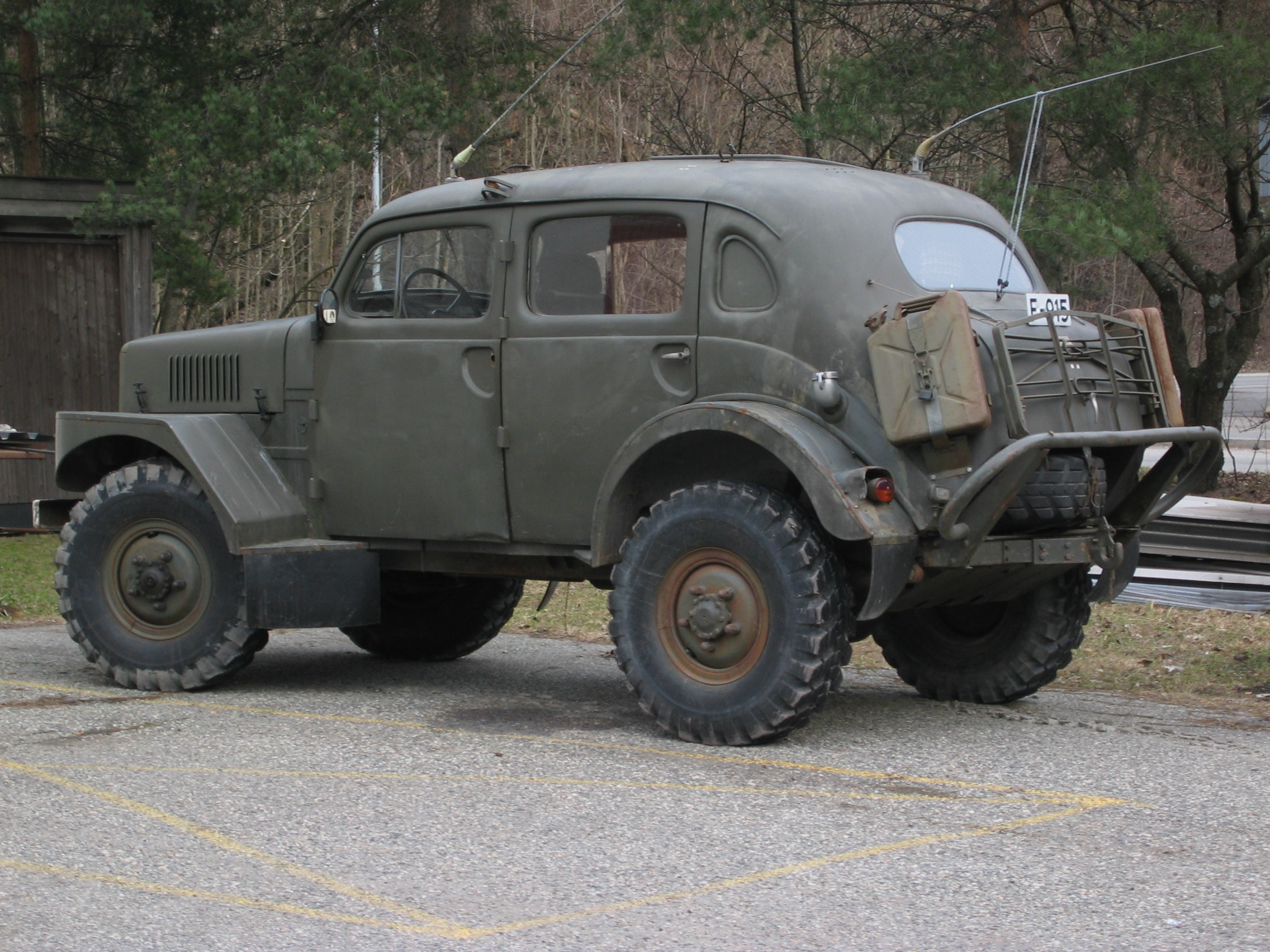
Vue arrière.